# SABCA
SABCA (Sociétés Anonyme Belge de Constructions Aéronautiques) ist ein belgisches Luft- und Raumfahrtunternehmen. Seine Haupttätigkeitsbereiche sind Zivilluftfahrt, Raumfahrt und Verteidigung. SABCA entwirft, entwickelt, testet, fertigt und repariert hydraulische, elektrohydraulische und elektromechanische Steuerungs- und Betätigungssysteme für alle kommerziellen Luft- und Raumfahrtanwendungen.

## Geschichte
SABCA wurde 1920 gegründet. Bis 2020 war das Unternehmen im Besitz des französischen Flugzeugherstellers Dassault Group und des niederländischen Luft- und Raumfahrtunternehmens Fokker Technologies (das wiederum eine Tochtergesellschaft von GKN Aerospace ist). Im Jahr 2020 übernahm ein Joint Venture aus Sabena Aerospace SA (Sabena) und Société Fédérale de Participations et Investissements – Federale Participatie- en Investeringsmaatschappij SA/NV (SFPI/FPIM) 96,85 % der Anteile an SABCA.
SABCA war an der Produktion einer großen Anzahl lizenzierter Flugzeuge sowie an damit verbundenen Modernisierungsprogrammen beteiligt. Dabei handelte es sich um Flugzeuge wie Hawker Hunter, Republic F-84 Thunderjet, Lockheed F-104 G „Starfighter“, Dassault Mirage 5, und den Hubschrauber AgustaWestland AW109.
In den fünfziger Jahren stellte SABCA Teile für Fokker F-27, Fokker 50, Dassault Mercure und die VFW-Fokker 614 her.
SABCA begann im Jahr 1977 mit der Montage und Auslieferung von General Dynamics F-16 im Auftrag Luftstreitkräfte Belgiens, Dänemarks und der Niederlande. Am 13. Juli 2016 wurde das 1300. Exemplar einer  F-16 fertiggestellt und von der Fluglinie der SABCA, an Belgien ausgeliefert. SABCA übernimmt auch die Wartung für diese Flugzeuge.  Auch Teile für die Trägerrakete Ariane wurden hergestellt.
Ab 1989 baut SABCA auch Komponenten für Airbus A380, A400M Atlas und A350 XWB. SABCA entwickelt und fertigt auch Unterbaugruppen im Auftrag anderer Hersteller, darunter Dassault Aviation und Gulfstream Aerospace.
2021 wurde ein Vertrag über die Teilfertigung  von Pilatus PC-12, die im Werk in Casablanca durchgeführt werden soll, unterzeichnet.

## Standorte
SABCA hat seine Aktivitäten auf vier Standorte verteilt:
- Brüssel – Firmensitz und Hauptbetriebszentrum.
- Charleroi – Wartung von Militärflugzeugen und Hubschraubern, technische und logistische Unterstützung der Kunden, eröffnet 1955.
- Limburg – 1989 eröffnete Tochtergesellschaft für die Herstellung von Hochleistungsverbundkomponenten.
- Casablanca – 2012 gegründet; stellt Flugzeugkomponenten her[10]

## Produkte
- SABCA-Julien SJ 1 – Eindecker
- Gambier-SABCA
- SABCA Castar – Eindecker von 1923, auch bekannt als Poncelet Castar
- SABCA Camgul – 1925 einmotoriger Doppeldecker
- Airco DH.4 – (15 Stück Baujahr 1926)
- SABCA F.VII – Lizenzgebaute Fokker F.VII
- SABCA S.2 – 1926 einmotoriges Verkehrsflugzeug
- SABCA S.3 – projizierter dreimotoriger Eindeckertransport
- SABCA S.4 – projizierter einmotoriger Sesquiplane-Jäger
- SABCA S.11 – Dreimotoriges Verkehrsflugzeug von 1931
- SABCA S.XII – 1931 Trimotor Feeder Liner; auch bekannt als S.12
- SABCA S.13 – projiziertes Beobachtungsflugzeug der Armee
- SABCA S.14 – geplantes Aufklärungsflugzeug mit Sonnenschirmflügeln von 1931
- SABCA S.20 – Kabinentourer von 1935 mit elliptischen Flügeln
- SABCA S.30 – Leichtflugzeug mit Sonnenschirmflügeln von 1936 [5]
- SABCA S.40 – 1939 zweisitziger Trainer
- SABCA S.42 –projizierter zweisitziger Kampftrainer von 1938, vergrößerte, leistungsstärkere Version von S.40
- SABCA S.45 – geplanter Lizenzbau Caproni Ca.135
- SABCA S.46 – geplanter Lizenzbau Caproni Ca.310
- SABCA S.47 – lizenzierter Caproni Ca.335 (1 Stück)
- SABCA S.48 – geplanter Lizenzbau Caproni Ca.312; wegen des Falls Belgiens abgesagt
- SABCA S.60 – zweisitziger Trainen; Projekt 1960
- SABCA S.73 – Lizenzgebauter Savoia-Marchetti SM.73